# Tuksanbaj
Tuksanbaj (ros. Туксанбай, baszk. Туҡһанбай) – chutor w Baszkirii w rejonie dawlekanowskim. 1 stycznia 2009 roku wieś zamieszkiwało 8 osób.. Wcześniej nosiła nazwę Gospodarstwo nr 1539.